# Tipula (Eumicrotipula) nothofagetorum
Tipula (Eumicrotipula) nothofagetorum is een tweevleugelige uit de familie langpootmuggen (Tipulidae). De soort komt voor in het Neotropisch gebied.